# Халдоура Тородсен
Халдоура Тородсен (на исландски: Halldóra Thoroddsen) е исландска поетеса и писателка на произведения в жанра социална драма и лирика.

## Биография и творчество
Халдоура Кристин Тородсен е родена през 1950 г. в Рейкявик, Исландия. Следва в Исландския колеж по образование, който завършва през 1976 г., и в Исландската академия по изкуствата, където завършва през 1986 г. След дипломирането си работи като учител, проектант по оформление на вестник, ръководител на учебната програма по изкуства в началните училища и като програмен директор в радиото.
Заедно с работата си започва да пише поезия, разкази и романи. Първата ѝ книга, стихосбирката „Отлични коментари“, е издадена през 1998 г., а през 2002 г. е издаден сборникът ѝ с популярни нейни разкази „90 проби от моята памет“. Следват стихосбирката ѝ „Пешеходец“ от 2005 г. и сборникът с разкази „Странични ефекти“ от 2006 г.
Първият ѝ роман „Двоен прозорец“ е издаден през 2016 г. Главната героиня е възрастна дама, която е загубила съпруга си наскоро, приятели почти не са ѝ останали, здравето ѝ запада, а това, което може да прави е да наблюдава света през двойния прозорец на апартамента си. Но една нова любов променя самотното ѝ съществуване, изпълвайки я едновременно с надежда, но и със съмнения и страхове. Върху тази любов тегне поколенческо табу на присмех и враждебност, и тя ще трябва да намери сили да се противопостави, за да продължи и изживее пълноценно зимата на своя живот. Книгата получава исландската награда за женска литература през 2016 г. и наградата за литература на Европейския съюз за 2017 г.
Халдоура Тородсен умира на 21 юли 2020 г. в Рейкявик.

## Произведения

### Самостоятелни романи
- Tvöfalt gler (2016) – награда за литература на Европейския съюз[1][2]
Двоен прозорец, изд.: ИК „Колибри“, София (2019), прев. Айгир Сверисон
- Katrínarsaga (2018)

### Поезия
- Hárfínar athugasemdir (1998)[1]
- Gangandi vegfarandi (2005)
- Orðsendingar (2017)

### Сборници
- 90 sýni úr minni mínu (2002) – микроразкази[1]
- Aukaverkanir (2006) – разкази